# Paolo Genovese
Paolo Genovese (ur. 20 sierpnia 1966 w Rzymie) – włoski reżyser i scenarzysta filmowy.
Autor największego artystycznego przeboju włoskich kin w 2016 - filmu Dobrze się kłamie w miłym towarzystwie. Zasiadał w jury konkursu głównego na 75. MFF w Wenecji (2018).